# Vélo Québec
 (octobre 2021).

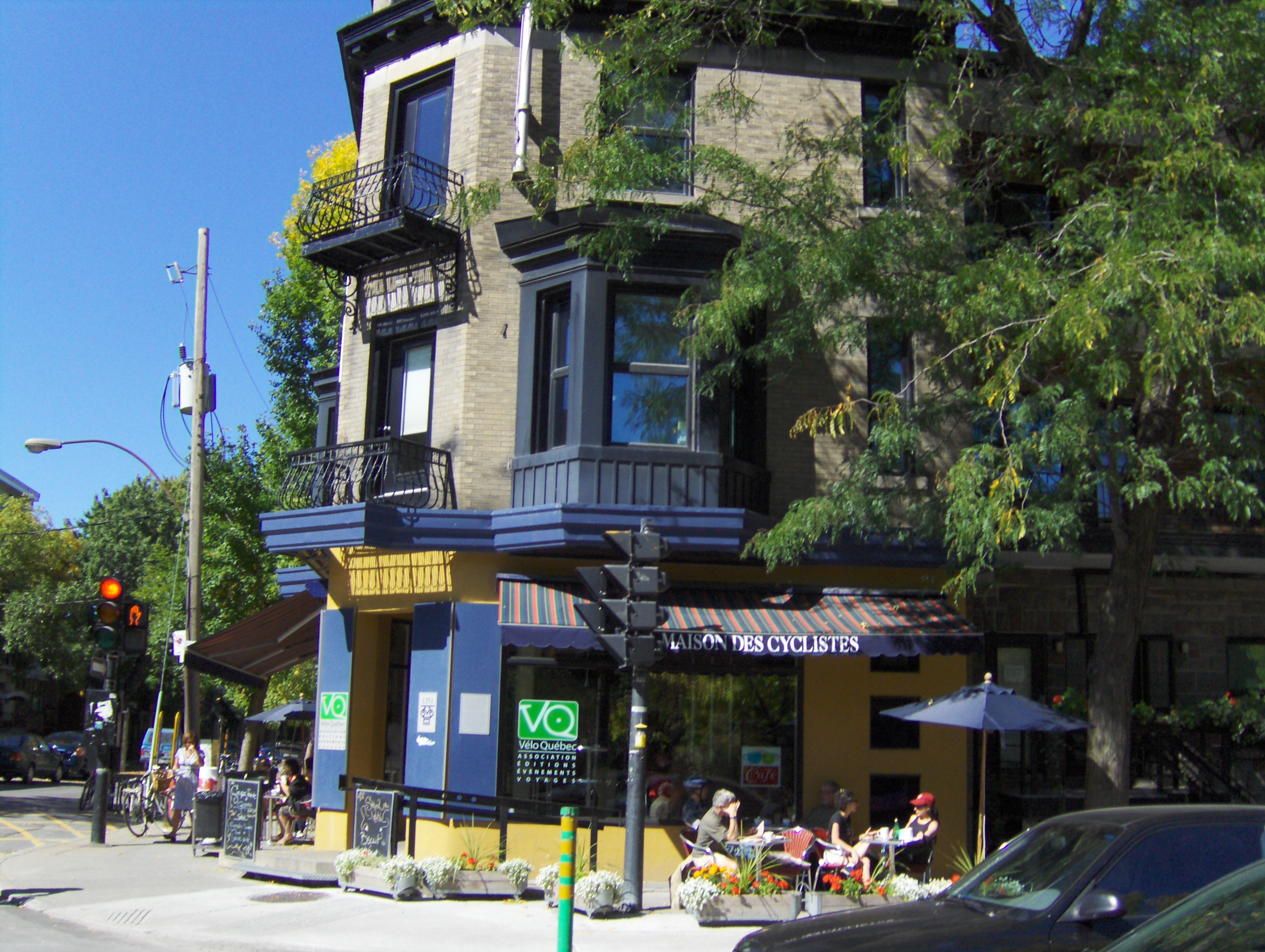
La Maison des cyclistes, siège de Vélo Québec sur le Plateau-Mont-Royal, à Montréal

Vélo Québec est un organisme sans but lucratif dont l'objectif est de promouvoir l'utilisation du vélo au Québec.

## Histoire
L'organisme fut fondé en 1967 par Gabriel Lupien sous le nom de Fédération cyclotouriste provinciale. De 1973 à 1979, elle prend le nom de Fédération québécoise de cyclotourisme puis devient ensuite Vélo Québec. Durant ces premières années, l'organisme fait pression pour changer les mentalités par l'activisme cycliste. Vélo Québec permit entre autres la modernisation du code de la route qui exigeait à l'époque que les cyclistes soient en permanence assis sur leur selle, même s'ils montent une côte.
Dans les années 1980, l'organisme travaille à la démocratisation du cyclisme utilitaire notamment avec la création du Tour de l'Île. En 1994, l'organisation s'installe sur la rue Rachel à Montréal, près de plusieurs pistes cyclables. La Maison des cyclistes, un lieu de réunion et de services pour la communauté cycliste, est inaugurée à cet endroit la même année. Les pressions effectuées par l'organisme permirent la réalisation de plusieurs aménagements cyclables dont la piste Claire-Morissette. Elle travaille aussi activement à promouvoir le partage de la route avec les automobilistes.
Le fonds d’archives de Vélo Québec (P974) est conservé au centre BAnQ Vieux-Montréal de Bibliothèque et Archives nationales du Québec.

## Organisation
- Vélo Québec Association : Maître d’œuvre de la Route Verte
- Vélo Québec Éditions :
  - Géo Plein Air
  - Québec Science
  - Vélo Mag
- Vélo Québec Événements :
  - Festival Go vélo Montréal
- Vélo Québec Voyages : agence de voyages